# Llista de zones humides de les conques intercomunitàries de Catalunya
Llista de zones humides de Catalunya corresponents a les conques de gestió intercomunitària o internacional:
- Conca del Garona, d'àmbit internacional, gestionada conjuntament per l'Agència Catalana de l'Aigua i la Confederació Hidrogràfica de l'Ebre
- Conca de l'Ebre que inclou significativament les conques de la Noguera Ribagorçana, la Noguera Pallaresa i el Segre.
- La Sénia que forma part de la conca del Xúquer.

Los zones humides incloses són les caracteritzades individualment en l'inventari de zones humides de Catalunya elaborat pel Departament d'Agricultura, Ramaderia, Pesca, Alimentació i Medi Natural de la Generalitat de Catalunya. Dels estanys alpins i molleres i torberes d'alta muntanya només hi ha els conjunts més significatius.

## El Garona
| Nom                                                                        | Protecció                                                          | Tipologia                       | Superfície (ha) | Localització                                                                                      | Codi          | Imatge |
| -------------------------------------------------------------------------- | ------------------------------------------------------------------ | ------------------------------- | --------------- | ------------------------------------------------------------------------------------------------- | ------------- | --- |
| Estany de Vielha                                                           | ENP, ZEC                                                           | Llacs i estanys (no càrstics)   | 0,30            | Vielha e Mijaran (Vall d'Aran) 42° 42′ 33″ N, 0° 48′ 50″ E / 42.70925°N,0.81401°E                 | IZHC-22003901 | {{ca\|Estany de Vielha (Vall d'Aran)}} · {{WLE-AD-ES\|IZHC-22003901}} · {{Object location dec\|42.70925\|0.81401\|region:ES-CT_type:waterbody_dim:102_source:cawiki}} · [[Categoria:Estanh de Vielha]]                                                                         |
| Bassa d'Oles                                                               |                                                                    | Assuts, rescloses i d'altres    | 1,69            | Vielha e Mijaran (Vall d'Aran) 42° 42′ 57″ N, 0° 46′ 24″ E / 42.7158°N,0.7732°E                   | IZHC-22003902 | {{ca\|Bassa d'Oles (Vielha e Mijaran)}} · {{WLE-AD-ES\|IZHC-22003902}} · {{Object location dec\|42.7158\|0.7732\|region:ES-CT_type:waterbody_dim:300_source:cawiki}} · [[Categoria:Bassa d'Oles]]                                                                              |
| Bassa Nera d'Aiguamoix                                                     | ENP, ZEC, ZEPA Aigüestortes ZPP Parc nacional                      | Llacs i estanys (no càrstics)   | 2,01            | Naut Aran (Vall d'Aran) 42° 38′ 19″ N, 0° 55′ 26″ E / 42.6385°N,0.9240°E                          | IZHC-22003903 | {{ca\|Bassa Nera d'Aiguamoix (Naut Aran)}} · {{WLE-AD-ES\|IZHC-22003903}} · {{Object location dec\|42.6385\|0.9240\|region:ES-CT_type:waterbody_dim:200_source:cawiki}} · [[Categoria:Wetlands of Catalonia]]                                                                  |
| Estanh de Pica Palomèra                                                    | ENP Sant Joan de Toran ZEC, ZEPA Baish Aran                        | Estanys i llacs d'alta muntanya | 68,93           | Vielha e Mijaran (Vall d'Aran) 42° 47′ 33″ N, 0° 52′ 04″ E / 42.7926°N,0.8677°E                   | IZHC-22003914 | {{ca\|Estanh de Pica Palomèra (Vielha e Mijaran)}} · {{WLE-AD-ES\|IZHC-22003914}} · {{Object location dec\|42.7926\|0.8677\|region:ES-CT_type:waterbody_dim:400_source:cawiki}} · [[Categoria:Wetlands of Catalonia]]                                                          |
| Estanh Long de Liat                                                        | ENP Sant Joan de Toran ZEC, ZEPA Baish Aran                        | Estanys i llacs d'alta muntanya | 170,14          | Vielha e Mijaran (Vall d'Aran) 42° 48′ 18″ N, 0° 52′ 24″ E / 42.8051°N,0.8732°E                   | IZHC-22003915 | {{ca\|Estanh Long de Liat (Vielha e Mijaran)}} · {{WLE-AD-ES\|IZHC-22003915}} · {{Object location dec\|42.8051\|0.8732\|region:ES-CT_type:waterbody_dim:1200_source:cawiki}} · [[Categoria:Estanh Long de Liat]]                                                               |
| Estanhs deth circ Colomèrs: Clòto de Naut, Plan, Pòdo i Ratèra de Colomèrs | ENP, ZEC, ZEPA Aigüestortes                                        | Estanys i llacs d'alta muntanya | 138,00          | Naut Aran (Vall d'Aran) 42° 36′ 41″ N, 0° 56′ 12″ E / 42.6113°N,0.9368°E                          | IZHC-22003916 | {{ca\|Estanhs deth circ Colomèrs (Naut Aran)}} · {{WLE-AD-ES\|IZHC-22003916}} · {{Object location dec\|42.6113\|0.9368\|region:ES-CT_type:waterbody_dim:4000_source:cawiki}} · [[Categoria:Estanhs deth circ Colomèrs: Clòto de Naut, Plan, Pòdo i Ratèra de Colomèrs]]        |
| Estanhons des Pois                                                         | ENP Era Artiga de Lin ZEC, ZEPA Era Artiga de Lin - Eth Porthillon | Estanys i llacs d'alta muntanya | 189,99          | Vielha e Mijaran (Vall d'Aran) 42° 39′ 23″ N, 0° 42′ 26″ E / 42.6564°N,0.7071°E                   | IZHC-22003924 | {{ca\|Estanhons des Pois (Vielha e Mijaran)}} · {{WLE-AD-ES\|IZHC-22003924}} · {{Object location dec\|42.6564\|0.7071\|region:ES-CT_type:waterbody_dim:900_source:cawiki}} · [[Categoria:Wetlands of Catalonia]]                                                               |
| RAMSAR Parc Nacional d'Aigüestortes i Estany de Sant Maurici               | RAMSAR, ENP, PNC, ZEC, ZEPA                                        | Estanys i llacs d'alta muntanya |                 | (Alta Ribagorça, Pallars Jussà, Pallars Sobirà, Vall d'Aran) 42° 34′ N, 0° 56′ E / 42.56°N,0.94°E | IZHC-99999999 | {{ca\|RAMSAR Parc Nacional d'Aigüestortes i Estany de Sant Maurici}} · {{WLE-AD-ES\|IZHC-99999999}} · {{Object location dec\|42.56\|0.94\|region:ES-CT_type:waterbody_dim:29000_source:cawiki}} · [[Categoria:Lakes of Parc Nacional d'Aigüestortes i Estany de Sant Maurici]] |

## La Noguera Ribagorçana
| Nom                                                                                         | Protecció                                                      | Tipologia                       | Superfície (ha) | Localització                                                                                  | Codi          | Imatge |
| ------------------------------------------------------------------------------------------- | -------------------------------------------------------------- | ------------------------------- | --------------- | --------------------------------------------------------------------------------------------- | ------------- | --- |
| Pantà de Llesp                                                                              | ZEC, ZEPA Aigüestortes                                         | Embassaments de rius            | 31,35           | El Pont de Suert (Alta Ribagorça) 42° 27′ 00″ N, 0° 45′ 19″ E / 42.4501°N,0.7552°E            | IZHC-17000501 | {{ca\|Pantà de Llesp (el Pont de Suert)}} · {{WLE-AD-ES\|IZHC-17000501}} · {{Object location dec\|42.4501\|0.7552\|region:ES-CT_type:waterbody_dim:1300_source:cawiki}} · [[Categoria:Wetlands of Catalonia]]                                                 |
| Cua del pantà d'Escales                                                                     |                                                                | Embassaments de rius            | 29,16           | El Pont de Suert (Alta Ribagorça) 42° 23′ 39″ N, 0° 44′ 39″ E / 42.3942°N,0.7441°E            | IZHC-17000502 | {{ca\|Cua del pantà d'Escales (el Pont de Suert)}} · {{WLE-AD-ES\|IZHC-17000502}} · {{Object location dec\|42.3942\|0.7441\|region:ES-CT_type:waterbody_dim:1500_source:cawiki}} · [[Categoria:Pantà d'Escales]]                                              |
| Salencar de Barruera, Arenals de Barruera, Forco de Barruera o Pantà de Cardet              | ENP, ZEC, ZEPA Aigüestortes                                    | Embassaments de rius            | 33,20           | La Vall de Boí (Alta Ribagorça) 42° 29′ 56″ N, 0° 47′ 36″ E / 42.4990°N,0.7932°E              | IZHC-17000503 | {{ca\|Salencar de Barruera (la Vall de Boí)}} · {{WLE-AD-ES\|IZHC-17000503}} · {{Object location dec\|42.4990\|0.7932\|region:ES-CT_type:waterbody_dim:1400_source:cawiki}} · [[Categoria:Wetlands of Catalonia]]                                             |
| Conjunt del circ de la Noguera de Tort: Estany Negre, Travessani, Tumeneia de Dalt i Monges | ENP, PNC, ZEC, ZEPA Aigüestortes                               | Estanys i llacs d'alta muntanya | 542,50          | La Vall de Boí (Alta Ribagorça) 42° 36′ 44″ N, 0° 52′ 18″ E / 42.6122°N,0.8717°E              | IZHC-17000517 | {{ca\|Conjunt del circ de la Noguera de Tort (la Vall de Boí)}} · {{WLE-AD-ES\|IZHC-17000517}} · {{Object location dec\|42.6122\|0.8717\|region:ES-CT_type:waterbody_dim:2800_source:cawiki}} · [[Categoria:Capçalera de Caldes]]                             |
| Conjunt del barranc de la Sallent: Gemenes i Gelat                                          | ENP, PNC, ZEC, ZEPA Aigüestortes                               | Estanys i llacs d'alta muntanya | 352,43          | La Vall de Boí (Alta Ribagorça) 42° 34′ 58″ N, 0° 49′ 01″ E / 42.5828°N,0.8170°E              | IZHC-17000518 | {{ca\|Conjunt del barranc de la Sallent (la Vall de Boí)}} · {{WLE-AD-ES\|IZHC-17000518}} · {{Object location dec\|42.5828\|0.8170\|region:ES-CT_type:waterbody_dim:2500_source:cawiki}} · [[Categoria:Vall de Llubriqueto]]                                  |
| Estany de Llebreta                                                                          | ENP, PNC, ZEC, ZEPA Aigüestortes                               | Estanys i llacs d'alta muntanya | 5.437,93        | La Vall de Boí (Alta Ribagorça) 42° 32′ 58″ N, 0° 53′ 19″ E / 42.5494°N,0.8885°E              | IZHC-17000520 | {{ca\|Estany de Llebreta (la Vall de Boí)}} · {{WLE-AD-ES\|IZHC-17000520}} · {{Object location dec\|42.5494\|0.8885\|region:ES-CT_type:waterbody_dim:800_source:cawiki}} · [[Categoria:Estany de Llebreta]]                                                   |
| Lac Redon                                                                                   | ENP Capçalera de la Noguera Ribagorçana ZEC, ZEPA Aigüestortes | Estanys i llacs d'alta muntanya | 152,79          | Vielha e Mijaran (Vall d'Aran) 42° 38′ 22″ N, 0° 46′ 44″ E / 42.6394°N,0.7788°E               | IZHC-17000523 | {{ca\|Estanh Redon (Vielha e Mijaran)}} · {{WLE-AD-ES\|IZHC-17000523}} · {{Object location dec\|42.6394\|0.7788\|region:ES-CT_type:waterbody_dim:750_source:cawiki}} · [[Categoria:Lac Redon]]                                                                |
| Estanhots i molleres de la val de Molières                                                  | ENP Capçalera de la Noguera Ribagorçana ZEC, ZEPA Aigüestortes | Estanys i llacs d'alta muntanya | 183,61          | Vielha e Mijaran (Vall d'Aran) 42° 37′ 36″ N, 0° 42′ 54″ E / 42.6266°N,0.7151°E               | IZHC-17000525 | {{ca\|Estanhots i molleres de la val de Molières (Vielha e Mijaran)}} · {{WLE-AD-ES\|IZHC-17000525}} · {{Object location dec\|42.6266\|0.7151\|region:ES-CT_type:waterbody_dim:600_source:cawiki}} · [[Categoria:Estanhots i molleres de la val de Molières]] |
| Canyissar de la Noguera Ribagorçana                                                         |                                                                | Rius i zones inundables         | 8,92            | Alfarràs, Ivars de Noguera (Noguera, Segrià) 41° 50′ 00″ N, 0° 34′ 42″ E / 41.8332°N,0.5783°E | IZHC-17003301 | {{ca\|Canyissar de la Noguera Ribagorçana}} · {{WLE-AD-ES\|IZHC-17003301}} · {{Object location dec\|41.8332\|0.5783\|region:ES-CT_type:waterbody_dim:1000_source:cawiki}} · [[Categoria:Wetlands of Catalonia]]                                               |

## La Noguera Pallaresa
| Nom                                                                            | Protecció                                                                 | Tipologia                       | Superfície (ha) | Localització                                                                                                 | Codi          | Imatge |
| ------------------------------------------------------------------------------ | ------------------------------------------------------------------------- | ------------------------------- | --------------- | --- | ------------- | --- |
| Pantà de Camarasa, sector Palanca                                              | ENP Serra del Montsec ZEC, ZEPA Serres del Montsec, Sant Mamet i Mitjana  | Embassaments de rius            | 37,40           | Àger, Vilanova de Meià (Noguera) 42° 00′ 51″ N, 0° 52′ 29″ E / 42.0143°N,0.8746°E                            | IZHC-16002301 | {{ca\|Pantà de Camarasa, sector Palanca (Noguera)}} · {{WLE-AD-ES\|IZHC-16002301}} · {{Object location dec\|42.0143\|0.8746\|region:ES-CT_type:waterbody_dim:2500_source:cawiki}} · [[Categoria:Pantà de Camarasa, sector Palanca]]         |
| Cua del Pantà de Terradets                                                     | ENP Serra del Montsec ZEC, ZEPA Serres del Montsec, Sant Mamet i Mitjana  | Embassaments de rius            | 208,53          | Castell de Mur, Gavet de la Conca, Llimiana (Pallars Jussà) 42° 05′ 27″ N, 0° 53′ 32″ E / 42.0907°N,0.8922°E | IZHC-16002501 | {{ca\|Cua del Pantà de Terradets (Pallars Jussà)}} · {{WLE-AD-ES\|IZHC-16002501}} · {{Object location dec\|42.0907\|0.8922\|region:ES-CT_type:waterbody_dim:4200_source:cawiki}} · [[Categoria:Cua del Pantà de Terradets]]                 |
| Estanys de Basturs                                                             | ENP, ZEC                                                                  | Llacs i estanys càrstics        | 36,98           | Isona i Conca Dellà (Pallars Jussà) 42° 08′ 38″ N, 1° 01′ 03″ E / 42.1440°N,1.0174°E                         | IZHC-16002502 | {{ca\|Estanys de Basturs (Isona i Conca Dellà)}} · {{WLE-AD-ES\|IZHC-16002502}} · {{Object location dec\|42.1440\|1.0174\|region:ES-CT_type:waterbody_dim:1200_source:cawiki}} · [[Categoria:Estanys de Basturs]]                           |
| Estany de Filià                                                                | ENP Filià                                                                 | Estanys i llacs d'alta muntanya | 147,91          | La Torre de Cabdella (Pallars Jussà) 42° 27′ 00″ N, 0° 57′ 08″ E / 42.4501°N,0.9521°E                        | IZHC-16002519 | {{ca\|Estany de Filià (la Torre de Cabdella)}} · {{WLE-AD-ES\|IZHC-16002519}} · {{Object location dec\|42.4501\|0.9521\|region:ES-CT_type:waterbody_dim:270_source:cawiki}} · [[Categoria:Wetlands of Catalonia]]                           |
| Estany de Montcortés                                                           | ENP, ZEC                                                                  | Llacs i estanys càrstics        | 45,01           | Baix Pallars (Pallars Sobirà) 42° 19′ 52″ N, 0° 59′ 39″ E / 42.3310°N,0.9943°E                               | IZHC-16002601 | {{ca\|Estany de Montcortés (Baix Pallars)}} · {{WLE-AD-ES\|IZHC-16002601}} · {{Object location dec\|42.3310\|0.9943\|region:ES-CT_type:waterbody_dim:1100_source:cawiki}} · [[Categoria:Estany de Montcortès]]                              |
| Pantà de Borén                                                                 | ENP, PNT Alt Pirineu RNP Noguera Pallaresa-Bonaigua ZEC, ZEPA Alt Pallars | Embassaments de rius            | 12,08           | Alt Àneu (Pallars Sobirà) 42° 39′ 24″ N, 1° 05′ 11″ E / 42.6567°N,1.0864°E                                   | IZHC-16002602 | {{ca\|Pantà de Borén (Alt Àneu)}} · {{WLE-AD-ES\|IZHC-16002602}} · {{Object location dec\|42.6567\|1.0864\|region:ES-CT_type:waterbody_dim:1000_source:cawiki}} · [[Categoria:Wetlands of Catalonia]]                                       |
| Mollera d'Escalarre, o cua del pantà de la Torrassa, Aiguamolls de la Torrassa | ENP, PNT Alt Pirineu ZEC La Torrassa                                      | Embassaments de rius            | 68,79           | Esterri d'Àneu, la Guingueta d'Àneu (Pallars Sobirà) 42° 36′ 13″ N, 1° 07′ 53″ E / 42.6035°N,1.1314°E        | IZHC-16002603 | {{ca\|Mollera d'Escalarre (Pallars Sobirà)}} · {{WLE-AD-ES\|IZHC-16002603}} · {{Object location dec\|42.6035\|1.1314\|region:ES-CT_type:waterbody_dim:2500_source:cawiki}} · [[Categoria:Mollera d'Escalarre]]                              |
| Estanys de Baiau                                                               | ENP, PNT Alt Pirineu ZEC, ZEPA Alt Pallars                                | Estanys i llacs d'alta muntanya | 128,09          | Alins (Pallars Sobirà) 42° 35′ 45″ N, 1° 25′ 46″ E / 42.5957°N,1.4294°E                                      | IZHC-16002604 | {{ca\|Estanys de Baiau (Alins)}} · {{WLE-AD-ES\|IZHC-16002604}} · {{Object location dec\|42.5957\|1.4294\|region:ES-CT_type:waterbody_dim:600_source:cawiki}} · [[Categoria:Estanys de Baiau]]                                              |
| Conjunt del barranc de Sotllo: Estats, Sotllo, Fons i Areste                   | ENP, PNT Alt Pirineu ZEC, ZEPA Alt Pallars                                | Estanys i llacs d'alta muntanya | 603,01          | Alins (Pallars Sobirà) 42° 38′ 54″ N, 1° 23′ 34″ E / 42.6482°N,1.3928°E                                      | IZHC-16002605 | {{ca\|Conjunt del barranc de Sotllo (Alins)}} · {{WLE-AD-ES\|IZHC-16002605}} · {{Object location dec\|42.6482\|1.3928\|region:ES-CT_type:waterbody_dim:3000_source:cawiki}} · [[Categoria:Barranc de Sotllo]]                               |
| Conjunt de Romedo: Romedo de Dalt, Colatx, Guiló de Baix                       | ENP, PNT Alt Pirineu ZEC, ZEPA Alt Pallars                                | Estanys i llacs d'alta muntanya | 155,74          | Lladorre (Pallars Sobirà) 42° 42′ 39″ N, 1° 19′ 35″ E / 42.7109°N,1.3265°E                                   | IZHC-16002606 | {{ca\|Conjunt de Romedo (Lladorre)}} · {{WLE-AD-ES\|IZHC-16002606}} · {{Object location dec\|42.7109\|1.3265\|region:ES-CT_type:waterbody_dim:1900_source:cawiki}} · [[Categoria:Conjunt de Romedo: Romedo de Dalt, Colatx, Guiló de Baix]] |
| Estany Blanc                                                                   | ENP, PNT Alt Pirineu ZEC, ZEPA Alt Pallars                                | Estanys i llacs d'alta muntanya | 73,89           | Lladorre (Pallars Sobirà) 42° 42′ 48″ N, 1° 16′ 12″ E / 42.7134°N,1.2699°E                                   | IZHC-16002607 | {{ca\|Estany Blanc (Lladorre)}} · {{WLE-AD-ES\|IZHC-16002607}} · {{Object location dec\|42.7134\|1.2699\|region:ES-CT_type:waterbody_dim:400_source:cawiki}} · [[Categoria:Wetlands of Catalonia]]                                          |
| Estany de Flamisella                                                           | ENP, PNT Alt Pirineu ZEC, ZEPA Alt Pallars                                | Estanys i llacs d'alta muntanya | 91,68           | Lladorre (Pallars Sobirà) 42° 42′ 17″ N, 1° 15′ 16″ E / 42.7046°N,1.2544°E                                   | IZHC-16002608 | {{ca\|Estany de Flamisella (Lladorre)}} · {{WLE-AD-ES\|IZHC-16002608}} · {{Object location dec\|42.7046\|1.2544\|region:ES-CT_type:waterbody_dim:300_source:cawiki}} · [[Categoria:Wetlands of Catalonia]]                                  |
| Estany de Mariola                                                              | ENP, PNT Alt Pirineu ZEC, ZEPA Alt Pallars                                | Estanys i llacs d'alta muntanya | 121,60          | Lladorre (Pallars Sobirà) 42° 42′ 58″ N, 1° 13′ 23″ E / 42.7160°N,1.2231°E                                   | IZHC-16002609 | {{ca\|Estany de Mariola (Lladorre)}} · {{WLE-AD-ES\|IZHC-16002609}} · {{Object location dec\|42.7160\|1.2231\|region:ES-CT_type:waterbody_dim:650_source:cawiki}} · [[Categoria:Estany de Mariola]]                                         |
| Conjunt de la Gallina: Inferior i Major                                        | ENP, PNT Alt Pirineu ZEC, ZEPA Alt Pallars                                | Estanys i llacs d'alta muntanya | 178,44          | Lladorre (Pallars Sobirà) 42° 42′ 01″ N, 1° 11′ 07″ E / 42.7003°N,1.1853°E                                   | IZHC-16002610 | {{ca\|Conjunt de la Gallina (Lladorre)}} · {{WLE-AD-ES\|IZHC-16002610}} · {{Object location dec\|42.7003\|1.1853\|region:ES-CT_type:waterbody_dim:850_source:cawiki}} · [[Categoria:Estanys de la Gallina]]                                 |
| Estany d'Airoto                                                                | ENP, PNT Alt Pirineu ZEC, ZEPA Alt Pallars                                | Estanys i llacs d'alta muntanya | 160,26          | Alt Àneu (Pallars Sobirà) 42° 42′ 07″ N, 1° 02′ 16″ E / 42.7019°N,1.0378°E                                   | IZHC-16002611 | {{ca\|Estany d'Airoto (Alt Àneu)}} · {{WLE-AD-ES\|IZHC-16002611}} · {{Object location dec\|42.7019\|1.0378\|region:ES-CT_type:waterbody_dim:850_source:cawiki}} · [[Categoria:Estany d'Airoto]]                                             |
| Estany de Garrabea                                                             | ENP, PNT Alt Pirineu ZEC, ZEPA Alt Pallars                                | Estanys i llacs d'alta muntanya | 187,72          | Alt Àneu (Pallars Sobirà) 42° 41′ 01″ N, 1° 00′ 52″ E / 42.6835°N,1.0145°E                                   | IZHC-16002612 | {{ca\|Estany de Garrabea (Alt Àneu)}} · {{WLE-AD-ES\|IZHC-16002612}} · {{Object location dec\|42.6835\|1.0145\|region:ES-CT_type:waterbody_dim:550_source:cawiki}} · [[Categoria:Wetlands of Catalonia]]                                    |
| Estanys i molleres d'Àrreu: Rosari i de Muntanyó o Pudo                        | ENP, PNT Alt Pirineu ZEC, ZEPA Alt Pallars                                | Estanys i llacs d'alta muntanya | 559,87          | Alt Àneu (Pallars Sobirà) 42° 40′ 40″ N, 1° 01′ 07″ E / 42.6778°N,1.0185°E                                   | IZHC-16002613 | {{ca\|Estanys i molleres d'Àrreu (Alt Àneu)}} · {{WLE-AD-ES\|IZHC-16002613}} · {{Object location dec\|42.6778\|1.0185\|region:ES-CT_type:waterbody_dim:3000_source:cawiki}} · [[Categoria:Wetlands of Catalonia]]                           |
| Estanys de Trescuro                                                            | ENP, PNC, ZEC, ZEPA Aigüestortes                                          | Estanys i llacs d'alta muntanya | 210,45          | Espot (Pallars Sobirà) 42° 33′ 07″ N, 1° 03′ 22″ E / 42.5519°N,1.0561°E                                      | IZHC-17002621 | {{ca\|Estanys de Trescuro (Espot)}} · {{WLE-AD-ES\|IZHC-17002621}} · {{Object location dec\|42.5519\|1.0561\|region:ES-CT_type:waterbody_dim:300_source:cawiki}} · [[Categoria:Wetlands of Catalonia]]                                      |
| Estany Gerber                                                                  | ENP, ZEC, ZEPA Aigüestortes                                               | Estanys i llacs d'alta muntanya | 283,70          | Alt Àneu (Pallars Sobirà) 42° 37′ 45″ N, 0° 59′ 37″ E / 42.6291°N,0.9937°E                                   | IZHC-17002622 | {{ca\|Estany Gerber (Alt Àneu)}} · {{WLE-AD-ES\|IZHC-17002622}} · {{Object location dec\|42.6291\|0.9937\|region:ES-CT_type:waterbody_dim:600_source:cawiki}} · [[Categoria:Estany Gerber]]                                                 |

## El Segre
| Nom                                                                        | Protecció                                                                          | Tipologia                                | Superfície (ha) | Localització | Codi          | Imatge |
| -------------------------------------------------------------------------- | ---------------------------------------------------------------------------------- | ---------------------------------------- | --------------- | --- | ------------- | --- |
| Cua de l'embassament d'Oliana                                              |                                                                                    | Embassaments de rius                     | 49,15           | Coll de Nargó, Fígols i Alinyà (Alt Urgell) 42° 10′ 52″ N, 1° 19′ 40″ E / 42.1811°N,1.3278°E                    | IZHC-18000401 | {{ca\|Cua de l'embassament d'Oliana (Alt Urgell)}} · {{WLE-AD-ES\|IZHC-18000401}} · {{Object location dec\|42.1811\|1.3278\|region:ES-CT_type:waterbody_dim:1500_source:cawiki}} · [[Categoria:Cua de l'embassament d'Oliana]]               |
| Patamolls i verneda de Prullans                                            | ENP, ZEC Riberes de l'Alt Segre RNP Segre-Prullans                                 | Rius i zones inundables                  | 35,60           | Bellver de Cerdanya, Prullans (Cerdanya) 42° 21′ 58″ N, 1° 44′ 15″ E / 42.3661°N,1.7375°E                       | IZHC-18001501 | {{ca\|Patamolls i verneda de Prullans (Cerdanya)}} · {{WLE-AD-ES\|IZHC-18001501}} · {{Object location dec\|42.3661\|1.7375\|region:ES-CT_type:waterbody_dim:1900_source:cawiki}} · [[Categoria:Wetlands of Catalonia]]                       |
| Basses de Gallissà: Bassa de l'Estacada, de les Encantades i dels Tirons   | ENP, ZEC Riberes de l'Alt Segre RNP Segre-Prullans                                 | Graveres, argileres i similars           | 11,04           | Bellver de Cerdanya (Cerdanya) 42° 22′ 11″ N, 1° 45′ 34″ E / 42.3698°N,1.7595°E                                 | IZHC-18001502 | {{ca\|Basses de Gallissà (Bellver de Cerdanya)}} · {{WLE-AD-ES\|IZHC-18001502}} · {{Object location dec\|42.3698\|1.7595\|region:ES-CT_type:waterbody_dim:600_source:cawiki}} · [[Categoria:Basses de Gallissà]]                             |
| Bassa de Sanavastre                                                        |                                                                                    | Graveres, argileres i similars           | 5,68            | Das (Cerdanya) 42° 22′ 54″ N, 1° 50′ 53″ E / 42.3816°N,1.8481°E                                                 | IZHC-18001503 | {{ca\|Bassa de Sanavastre (Das)}} · {{WLE-AD-ES\|IZHC-18001503}} · {{Object location dec\|42.3816\|1.8481\|region:ES-CT_type:waterbody_dim:300_source:cawiki}} · [[Categoria:Wetlands of Catalonia]]                                         |
| Estany de Malniu                                                           | ENP, ZEC, ZEPA Tossa Plana de Lles - Puigpedrós                                    | Estanys i llacs d'alta muntanya          | 190,29          | Meranges (Cerdanya) 42° 28′ 20″ N, 1° 47′ 29″ E / 42.4722°N,1.7915°E                                            | IZHC-18001504 | {{ca\|Estany de Malniu (Meranges)}} · {{WLE-AD-ES\|IZHC-18001504}} · {{Object location dec\|42.4722\|1.7915\|region:ES-CT_type:waterbody_dim:400_source:cawiki}} · [[Categoria:Estany de Malniu]]                                            |
| Estany Gran de la Pera                                                     | ENP, ZEC, ZEPA Tossa Plana de Lles - Puigpedrós                                    | Estanys i llacs d'alta muntanya          | 42,68           | Lles de Cerdanya (Cerdanya) 42° 27′ 27″ N, 1° 35′ 38″ E / 42.4575°N,1.5939°E                                    | IZHC-18001505 | {{ca\|Estany Gran de la Pera (Lles de Cerdanya)}} · {{WLE-AD-ES\|IZHC-18001505}} · {{Object location dec\|42.4575\|1.5939\|region:ES-CT_type:waterbody_dim:200_source:cawiki}} · [[Categoria:Estany Gran de la Pera]]                        |
| Estanys i molleres d'Engorgs: estany dels Aparellats i estany Llarg        | ENP, ZEC, ZEPA Tossa Plana de Lles - Puigpedrós                                    | Estanys i llacs d'alta muntanya          | 129,90          | Meranges (Cerdanya) 42° 29′ 00″ N, 1° 44′ 09″ E / 42.483235°N,1.735936°E                                        | IZHC-18001506 | {{ca\|Estanys i molleres d'Engorgs (Meranges)}} · {{WLE-AD-ES\|IZHC-18001506}} · {{Object location dec\|42.483235\|1.735936\|region:ES-CT_type:waterbody_dim:1000_source:cawiki}} · [[Categoria:Wetlands of Catalonia]]                      |
| Herbassars de Castelldans                                                  | ZEC, ZEPA Secans de Mas de Melons-Alfés                                            | Llacs i estanys (no càrstics)            | 2,80            | Castelldans (Garrigues) 41° 29′ 43″ N, 0° 44′ 51″ E / 41.4952°N,0.7474°E                                        | IZHC-18001801 | {{ca\|Herbassars de Castelldans (Garrigues)}} · {{WLE-AD-ES\|IZHC-18001801}} · {{Object location dec\|41.4952\|0.7474\|region:ES-CT_type:waterbody_dim:200_source:cawiki}} · [[Categoria:Wetlands of Catalonia]]                             |
| Bassa de l'Acampada o pantà del Tossalet de l'Àliga                        |                                                                                    | Bassa agrícola                           | 1,20            | Puiggròs (Garrigues) 41° 33′ 40″ N, 0° 53′ 05″ E / 41.56118°N,0.88475°E                                         | IZHC-18001802 | {{ca\|Bassa de l'Acampada (Puiggròs)}} · {{WLE-AD-ES\|IZHC-18001802}} · {{Object location dec\|41.56118\|0.88475\|region:ES-CT_type:waterbody_dim:230_source:cawiki}} · [[Categoria:Wetlands of Catalonia]]                                  |
| Mas de Melons                                                              | ENP, RNP ZEC, ZEPA Secans de Mas de Melons-Alfés                                   | Bassa agrícola                           | 0,42            | Castelldans (Garrigues) 41° 29′ 14″ N, 0° 42′ 36″ E / 41.48711°N,0.70997°E                                      | IZHC-18001803 | {{ca\|Mas de Melons (Castelldans)}} · {{WLE-AD-ES\|IZHC-18001803}} · {{Object location dec\|41.48711\|0.70997\|region:ES-CT_type:waterbody_dim:100_source:cawiki}} · [[Categoria:Wetlands of Catalonia]]                                     |
| Bassa de la casa del Manyet o Bassa d'en Ros                               |                                                                                    | Bassa agrícola                           | 0,85            | Menàrguens (Noguera) 41° 45′ 13″ N, 0° 44′ 08″ E / 41.75355°N,0.73550°E                                         | IZHC-18002301 | {{ca\|Bassa de la casa del Manyet (Menàrguens)}} · {{WLE-AD-ES\|IZHC-18002301}} · {{Object location dec\|41.75355\|0.73550\|region:ES-CT_type:waterbody_dim:150_source:cawiki}} · [[Categoria:Wetlands of Catalonia]]                        |
| Pantà de lo Fondo de Santa Creu                                            |                                                                                    | Bassa agrícola                           | 1,30            | Menàrguens (Noguera) 41° 44′ 32″ N, 0° 43′ 20″ E / 41.7423°N,0.7223°E                                           | IZHC-18002302 | {{ca\|Pantà de lo Fondo de Santa Creu (Menàrguens)}} · {{WLE-AD-ES\|IZHC-18002302}} · {{Object location dec\|41.7423\|0.7223\|region:ES-CT_type:waterbody_dim:220_source:cawiki}} · [[Categoria:Wetlands of Catalonia]]                      |
| Meandre del Segre a la Torre de Claverol o Torre Caberol                   | ZEC, ZEPA Aiguabarreig Segre - Noguera Pallaresa                                   | Meandres                                 | 45,91           | Balaguer, Camarasa, Os de Balaguer (Noguera) 41° 49′ 10″ N, 0° 49′ 05″ E / 41.8195°N,0.8181°E                   | IZHC-18002303 | {{ca\|Meandre del Segre a la Torre de Claverol (Noguera)}} · {{WLE-AD-ES\|IZHC-18002303}} · {{Object location dec\|41.8195\|0.8181\|region:ES-CT_type:waterbody_dim:1800_source:cawiki}} · [[Categoria:Wetlands of Catalonia]]               |
| Illa del Segre a la Segona Marrada o els Sots                              | ZEC, ZEPA Aiguabarreig Segre - Noguera Pallaresa                                   | Rius i zones inundables                  | 13,31           | Balaguer, Vallfogona de Balaguer (Noguera) 41° 45′ 43″ N, 0° 48′ 13″ E / 41.7620°N,0.8035°E                     | IZHC-18002304 | {{ca\|Illa del Segre a la Segona Marrada (Noguera)}} · {{WLE-AD-ES\|IZHC-18002304}} · {{Object location dec\|41.7620\|0.8035\|region:ES-CT_type:waterbody_dim:1000_source:cawiki}} · [[Categoria:Wetlands of Catalonia]]                     |
| Meandre del Segre a Gualter                                                | ZEC, ZEPA Aiguabarreig Segre - Noguera Pallaresa                                   | Meandres                                 | 10,80           | La Baronia de Rialb, Ponts (Noguera) 41° 55′ 55″ N, 1° 12′ 04″ E / 41.9319°N,1.2012°E                           | IZHC-18002305 | {{ca\|Meandre del Segre a Gualter (Noguera)}} · {{WLE-AD-ES\|IZHC-18002305}} · {{Object location dec\|41.9319\|1.2012\|region:ES-CT_type:waterbody_dim:800_source:cawiki}} · [[Categoria:Meandre del Segre a Gualter]]                       |
| Resclosa del Canal d'Urgell                                                | ZEC, ZEPA Aiguabarreig Segre - Noguera Pallaresa                                   | Rius i zones inundables                  | 28,47           | La Baronia de Rialb, Ponts (Noguera) 41° 55′ 58″ N, 1° 10′ 12″ E / 41.9328°N,1.1700°E                           | IZHC-18002306 | {{ca\|Resclosa del Canal d'Urgell (Noguera)}} · {{WLE-AD-ES\|IZHC-18002306}} · {{Object location dec\|41.9328\|1.1700\|region:ES-CT_type:waterbody_dim:1000_source:cawiki}} · [[Categoria:Resclosa del Canal d'Urgell]]                      |
| Meandre del Segre a l'Areny                                                | ZEC, ZEPA Aiguabarreig Segre - Noguera Pallaresa                                   | Meandres                                 | 10,55           | Ponts (Noguera) 41° 54′ 55″ N, 1° 08′ 19″ E / 41.9153°N,1.1387°E                                                | IZHC-18002307 | {{ca\|Meandre del Segre a l'Areny (Ponts)}} · {{WLE-AD-ES\|IZHC-18002307}} · {{Object location dec\|41.9153\|1.1387\|region:ES-CT_type:waterbody_dim:450_source:cawiki}} · [[Categoria:Meandre del Segre a l'Areny]]                         |
| Bassa del Macip                                                            |                                                                                    | Bassa agrícola                           | 3,98            | Os de Balaguer (Noguera) 41° 50′ 24″ N, 0° 46′ 27″ E / 41.8400°N,0.7743°E                                       | IZHC-18002308 | {{ca\|Bassa del Macip (Os de Balaguer)}} · {{WLE-AD-ES\|IZHC-18002308}} · {{Object location dec\|41.8400\|0.7743\|region:ES-CT_type:waterbody_dim:350_source:cawiki}} · [[Categoria:Wetlands of Catalonia]]                                  |
| Basses del Candó a lo Fondo de Santa Creu o Pantà del Candó                |                                                                                    | Bassa agrícola                           | 1,18            | Menàrguens (Noguera) 41° 44′ 50″ N, 0° 43′ 18″ E / 41.74721°N,0.72167°E                                         | IZHC-18002309 | {{ca\|Basses del Candó a lo Fondo de Santa Creu (Menàrguens)}} · {{WLE-AD-ES\|IZHC-18002309}} · {{Object location dec\|41.74721\|0.72167\|region:ES-CT_type:waterbody_dim:150_source:cawiki}} · [[Categoria:Basses del Candó]]               |
| Pantà de Sant Llorenç de Montgai                                           | ENP, ZEC, ZEPA Aiguabarreig Segre - Noguera Pallaresa RNFS Sant Llorenç de Montgai | Embassaments de rius                     | 328,54          | Camarasa (Noguera) 41° 51′ 50″ N, 0° 51′ 18″ E / 41.864°N,0.855°E                                               | IZHC-18002310 | {{ca\|Pantà de Sant Llorenç de Montgai (Camarasa)}} · {{WLE-AD-ES\|IZHC-18002310}} · {{Object location dec\|41.864\|0.855\|region:ES-CT_type:waterbody_dim:4000_source:cawiki}} · [[Categoria:Pantà de Sant Llorenç de Montgai]]             |
| Partidor de Balaguer, Partidor de Gerb o Embassament del Canal de Balaguer | ENP, ZEC, ZEPA Aiguabarreig Segre - Noguera Pallaresa RNFS Sant Llorenç de Montgai | Embassaments de rius                     | 67,95           | Camarasa, Os de Balaguer (Noguera, Segrià) 41° 50′ 04″ N, 0° 49′ 38″ E / 41.834405°N,0.827167°E                 | IZHC-18002312 | {{ca\|Partidor de Balaguer}} · {{WLE-AD-ES\|IZHC-18002312}} · {{Object location dec\|41.834405\|0.827167\|region:ES-CT_type:waterbody_dim:2200_source:cawiki}} · [[Categoria:Wetlands of Catalonia]]                                         |
| Estany d'Ivars                                                             | ZEC, ZEPA Estany d'Ivars - Vila-sana                                               | Llacs i estanys (no càrstics)            | 158,41          | Ivars d'Urgell, Vila-sana (Pla d'Urgell) 41° 40′ 55″ N, 0° 56′ 56″ E / 41.6820°N,0.9489°E                       | IZHC-18002701 | {{ca\|Estany d'Ivars (Pla d'Urgell)}} · {{WLE-AD-ES\|IZHC-18002701}} · {{Object location dec\|41.6820\|0.9489\|region:ES-CT_type:waterbody_dim:2300_source:cawiki}} · [[Categoria:Estany d'Ivars]]                                           |
| Préstec de Linyola                                                         |                                                                                    | Graveres, argileres i similars           | 0,44            | Linyola (Pla d'Urgell) 41° 43′ 17″ N, 0° 54′ 22″ E / 41.72136°N,0.90599°E                                       | IZHC-18002702 | {{ca\|Préstec de Linyola (Pla d'Urgell)}} · {{WLE-AD-ES\|IZHC-18002702}} · {{Object location dec\|41.72136\|0.90599\|region:ES-CT_type:waterbody_dim:150_source:cawiki}} · [[Categoria:Préstec de Linyola]]                                  |
| Clot dels Reguers                                                          |                                                                                    | Llacs i estanys (no càrstics)            | 4,45            | Els Plans de Sió (Segarra) 41° 44′ 07″ N, 1° 11′ 55″ E / 41.7353°N,1.1985°E                                     | IZHC-18003201 | {{ca\|Clot dels Reguers (els Plans de Sió)}} · {{WLE-AD-ES\|IZHC-18003201}} · {{Object location dec\|41.7353\|1.1985\|region:ES-CT_type:waterbody_dim:470_source:cawiki}} · [[Categoria:Clot dels Reguers]]                                  |
| Pantà de Palouet o pantà de la Bassa                                       | ZEC, ZEPA Valls del Sió-Llobregós                                                  | Embassaments de rius                     | 2,26            | Massoteres (Segarra) 41° 47′ 29″ N, 1° 21′ 15″ E / 41.79143°N,1.35405°E                                         | IZHC-18003202 | {{ca\|Pantà de Palouet (Massoteres)}} · {{WLE-AD-ES\|IZHC-18003202}} · {{Object location dec\|41.79143\|1.35405\|region:ES-CT_type:waterbody_dim:350_source:cawiki}} · [[Categoria:Pantà de Palouet]]                                        |
| Barranc de Granollers                                                      | ZEC, ZEPA Valls del Sió-Llobregós                                                  | Rius i zones inundables                  | 9,32            | Torrefeta i Florejacs (Segarra) 41° 50′ 01″ N, 1° 15′ 11″ E / 41.83364°N,1.25297°E                              | IZHC-18003203 | {{ca\|Barranc de Granollers (Torrefeta i Florejacs)}} · {{WLE-AD-ES\|IZHC-18003203}} · {{Object location dec\|41.83364\|1.25297\|region:ES-CT_type:waterbody_dim:950_source:cawiki}} · [[Categoria:Barranc de Granollers]]                   |
| Basses d'Alcarràs                                                          |                                                                                    | Bassa agrícola                           | 2,52            | Alcarràs (Segrià) 41° 34′ 08″ N, 0° 30′ 28″ E / 41.5688°N,0.5077°E                                              | IZHC-18003301 | {{ca\|Basses d'Alcarràs (Segrià)}} · {{WLE-AD-ES\|IZHC-18003301}} · {{Object location dec\|41.5688\|0.5077\|region:ES-CT_type:waterbody_dim:200_source:cawiki}} · [[Categoria:Wetlands of Catalonia]]                                        |
| Mitjana de Lleida                                                          |                                                                                    | Rius i zones inundables                  | 101,56          | Alcarràs (Segrià) 41° 37′ 37″ N, 0° 38′ 53″ E / 41.627°N,0.648°E                                                | IZHC-18003302 | {{ca\|Mitjana de Lleida (Segrià)}} · {{WLE-AD-ES\|IZHC-18003302}} · {{Object location dec\|41.627\|0.648\|region:ES-CT_type:waterbody_dim:1300_source:cawiki}} · [[Categoria:La Mitjana (Lleida)]]                                           |
| Meandre del Mas del Segre                                                  |                                                                                    | Meandres                                 | 73,81           | Alcoletge, Corbins (Segrià) 41° 39′ 38″ N, 0° 40′ 27″ E / 41.6605°N,0.6743°E                                    | IZHC-18003303 | {{ca\|Meandre del Mas del Segre (Segrià)}} · {{WLE-AD-ES\|IZHC-18003303}} · {{Object location dec\|41.6605\|0.6743\|region:ES-CT_type:waterbody_dim:1700_source:cawiki}} · [[Categoria:Wetlands of Catalonia]]                               |
| Pantà de Santolària                                                        |                                                                                    | Meandres                                 | 4,04            | Almacelles (Segrià) 41° 45′ 32″ N, 0° 24′ 50″ E / 41.7588°N,0.4140°E                                            | IZHC-18003304 | {{ca\|Pantà de Santolaria (Almacelles)}} · {{WLE-AD-ES\|IZHC-18003304}} · {{Object location dec\|41.7588\|0.4140\|region:ES-CT_type:waterbody_dim:300_source:cawiki}} · [[Categoria:Wetlands of Catalonia]]                                  |
| Patamolls de Montoliu                                                      |                                                                                    | Rius i zones inundables                  | 19,95           | Lleida, Montoliu de Lleida (Segrià) 41° 34′ 23″ N, 0° 34′ 49″ E / 41.5731°N,0.5802°E                            | IZHC-18003305 | {{ca\|Patamolls de Montoliu (Segrià)}} · {{WLE-AD-ES\|IZHC-18003305}} · {{Object location dec\|41.5731\|0.5802\|region:ES-CT_type:waterbody_dim:700_source:cawiki}} · [[Categoria:Wetlands of Catalonia]]                                    |
| Pantà de Suquets de Baix Oest                                              | ZEC, ZEPA Basses de Sucs i Alcarràs                                                | Bassa agrícola                           | 5,17            | Lleida (Segrià) 41° 44′ 01″ N, 0° 22′ 57″ E / 41.7337°N,0.3824°E                                                | IZHC-18003306 | {{ca\|Pantà de Suquets de Baix Oest (Lleida)}} · {{WLE-AD-ES\|IZHC-18003306}} · {{Object location dec\|41.7337\|0.3824\|region:ES-CT_type:waterbody_dim:300_source:cawiki}} · [[Categoria:Wetlands of Catalonia]]                            |
| Sot del Fuster                                                             | Refugi de fauna salvatge ZEC, ZEPA Aiguabarreig Segre - Noguera Pallaresa          | Rius i zones inundables                  | 16,12           | Menàrguens, Torrelameu, Vilanova de la Barca (Noguera, Segrià) 41° 42′ 36″ N, 0° 44′ 18″ E / 41.7100°N,0.7382°E | IZHC-18003307 | {{ca\|Sot del Fuster}} · {{WLE-AD-ES\|IZHC-18003307}} · {{Object location dec\|41.7100\|0.7382\|region:ES-CT_type:waterbody_dim:600_source:cawiki}} · [[Categoria:Wetlands of Catalonia]]                                                    |
| El Bassot de Torreribera                                                   | ZEC, ZEPA Secans de Mas de Melons-Alfés                                            | Llacs i estanys (no càrstics)            | 1,65            | Lleida (Segrià) 41° 36′ 09″ N, 0° 42′ 18″ E / 41.6024°N,0.7049°E                                                | IZHC-18003308 | {{ca\|El Bassot de Torreribera (Lleida)}} · {{WLE-AD-ES\|IZHC-18003308}} · {{Object location dec\|41.6024\|0.7049\|region:ES-CT_type:waterbody_dim:200_source:cawiki}} · [[Categoria:Wetlands of Catalonia]]                                 |
| Lo Clot de la Unilla                                                       | ENP, ZEC, ZEPA Plans de la Unilla                                                  | Llacs i estanys (no càrstics)            | 23,73           | Alguaire, Almenar (Segrià) 41° 45′ 46″ N, 0° 32′ 39″ E / 41.7628°N,0.5443°E                                     | IZHC-18003309 | {{ca\|Lo Clot de la Unilla (Segrià)}} · {{WLE-AD-ES\|IZHC-18003309}} · {{Object location dec\|41.7628\|0.5443\|region:ES-CT_type:waterbody_dim:800_source:cawiki}} · [[Categoria:Wetlands of Catalonia]]                                     |
| Aiguabarreig Segre-Cinca o la Badina                                       | ENP, ZEC, ZEPA                                                                     | Aiguabarreigs                            | 351,17          | La Granja d'Escarp, Massalcoreig, Seròs (Segrià) 41° 26′ 29″ N, 0° 23′ 35″ E / 41.44136°N,0.39302°E             | IZHC-18003310 | {{ca\|Aiguabarreig Segre-Cinca (Segrià)}} · {{WLE-AD-ES\|IZHC-18003310}} · {{Object location dec\|41.44136\|0.39302\|region:ES-CT_type:waterbody_dim:10000_source:cawiki}} · [[Categoria:Aiguabarreig Segre-Cinca]]                          |
| Utxesa: pantans d'Utxesa, del Secà, de Bel i de Simó                       | ENP, RNFS Utxesa ZEC, ZEPA Secans del Segrià i Utxesa                              | Embassaments de rius                     | 473,07          | Aitona, Sarroca de Lleida, Torres de Segre (Segrià) 41° 29′ 37″ N, 0° 30′ 44″ E / 41.4935°N,0.5121°E            | IZHC-18003311 | {{ca\|Utxesa (Segrià)}} · {{WLE-AD-ES\|IZHC-18003311}} · {{Object location dec\|41.4935\|0.5121\|region:ES-CT_type:waterbody_dim:6500_source:cawiki}} · [[Categoria:Utxesa]]                                                                 |
| Pantà de la Boga                                                           |                                                                                    | Bassa agrícola                           | 9,90            | Gimenells i el Pla de la Font, Lleida (Segrià) 41° 40′ 27″ N, 0° 26′ 35″ E / 41.6743°N,0.4430°E                 | IZHC-18003312 | {{ca\|Pantà de la Boga (Segrià)}} · {{WLE-AD-ES\|IZHC-18003312}} · {{Object location dec\|41.6743\|0.4430\|region:ES-CT_type:waterbody_dim:900_source:cawiki}} · [[Categoria:Wetlands of Catalonia]]                                         |
| Pantà de l'Arròs, de la Clamor, del Pla de l'Àliga o de l'Àliga            | ZEC, ZEPA Basses de Sucs i Alcarràs                                                | Bassa agrícola                           | 19,11           | Alcarràs (Segrià) 41° 38′ 49″ N, 0° 29′ 08″ E / 41.64681°N,0.48545°E                                            | IZHC-18003313 | {{ca\|Pantà de l'Arròs (Alcarràs)}} · {{WLE-AD-ES\|IZHC-18003313}} · {{Object location dec\|41.64681\|0.48545\|region:ES-CT_type:waterbody_dim:1000_source:cawiki}} · [[Categoria:Wetlands of Catalonia]]                                    |
| Pantà de la Font                                                           |                                                                                    | Bassa agrícola                           | 2,90            | Torrefarrera (Segrià) 41° 42′ 19″ N, 0° 31′ 11″ E / 41.7052°N,0.5198°E                                          | IZHC-18003314 | {{ca\|Pantà de la Font (Torrefarrera)}} · {{WLE-AD-ES\|IZHC-18003314}} · {{Object location dec\|41.7052\|0.5198\|region:ES-CT_type:waterbody_dim:250_source:cawiki}} · [[Categoria:Wetlands of Catalonia]]                                   |
| Pantà de Ximelis o Camelis                                                 |                                                                                    | Bassa agrícola                           | 14,92           | Torres de Segre (Segrià) 41° 34′ 21″ N, 0° 27′ 56″ E / 41.5725°N,0.4656°E                                       | IZHC-18003315 | {{ca\|Pantà de Ximelis (Torres de Segre)}} · {{WLE-AD-ES\|IZHC-18003315}} · {{Object location dec\|41.5725\|0.4656\|region:ES-CT_type:waterbody_dim:600_source:cawiki}} · [[Categoria:Wetlands of Catalonia]]                                |
| Pantà i Bassa de les Trotes                                                |                                                                                    | Bassa agrícola                           | 7,34            | Alcarràs, Soses, Torres de Segre (Segrià) 41° 33′ 28″ N, 0° 29′ 23″ E / 41.5578°N,0.4896°E                      | IZHC-18003316 | {{ca\|Pantà i Bassa de les Trotes (Segrià)}} · {{WLE-AD-ES\|IZHC-18003316}} · {{Object location dec\|41.5578\|0.4896\|region:ES-CT_type:waterbody_dim:500_source:cawiki}} · [[Categoria:Wetlands of Catalonia]]                              |
| La Bassa Roja                                                              |                                                                                    | Aiguamolls i criptoaiguamolls            | 5,67            | Alfés (Segrià) 41° 30′ 08″ N, 0° 36′ 35″ E / 41.5023°N,0.6098°E                                                 | IZHC-18003317 | {{ca\|La Bassa Roja (Alfés)}} · {{WLE-AD-ES\|IZHC-18003317}} · {{Object location dec\|41.5023\|0.6098\|region:ES-CT_type:waterbody_dim:500_source:cawiki}} · [[Categoria:Wetlands of Catalonia]]                                             |
| Pantà del Pla de Xama o Pantanet del Xama                                  |                                                                                    | Bassa agrícola                           | 9,19            | Gimenells i el Pla de la Font (Segrià) 41° 38′ 45″ N, 0° 26′ 25″ E / 41.6457°N,0.4404°E                         | IZHC-18003318 | {{ca\|Pantà del Pla de Xama (Gimenells i el Pla de la Font)}} · {{WLE-AD-ES\|IZHC-18003318}} · {{Object location dec\|41.6457\|0.4404\|region:ES-CT_type:waterbody_dim:600_source:cawiki}} · [[Categoria:Wetlands of Catalonia]]             |
| Pantà de la Casa                                                           |                                                                                    | Bassa agrícola                           | 4,09            | Alcarràs (Segrià) 41° 37′ 12″ N, 0° 23′ 21″ E / 41.6201°N,0.3893°E                                              | IZHC-18003319 | {{ca\|Pantà de la Casa (Alcarràs)}} · {{WLE-AD-ES\|IZHC-18003319}} · {{Object location dec\|41.6201\|0.3893\|region:ES-CT_type:waterbody_dim:350_source:cawiki}} · [[Categoria:Wetlands of Catalonia]]                                       |
| Pantà Granges del Gat                                                      |                                                                                    | Bassa agrícola                           | 6,35            | Aitona (Segrià) 41° 31′ 04″ N, 0° 26′ 09″ E / 41.5179°N,0.4358°E                                                | IZHC-18003320 | {{ca\|Pantà Granges del Gat (Aitona)}} · {{WLE-AD-ES\|IZHC-18003320}} · {{Object location dec\|41.5179\|0.4358\|region:ES-CT_type:waterbody_dim:500_source:cawiki}} · [[Categoria:Wetlands of Catalonia]]                                    |
| Pantà de Suquets de Baix Est                                               | ENP, ZEC, ZEPA Basses de Sucs i Alcarràs                                           | Bassa agrícola                           | 7,73            | Lleida (Segrià) 41° 42′ 59″ N, 0° 24′ 34″ E / 41.7164°N,0.4095°E                                                | IZHC-18003321 | {{ca\|Pantà de Suquets de Baix Est (Lleida)}} · {{WLE-AD-ES\|IZHC-18003321}} · {{Object location dec\|41.7164\|0.4095\|region:ES-CT_type:waterbody_dim:400_source:cawiki}} · [[Categoria:Wetlands of Catalonia]]                             |
| Aiguabarreig Segre-Noguera Ribagorçana                                     | ENP, ZEC                                                                           | Aiguabarreigs                            | 148,34          | Alcoletge, Corbins, Vilanova de la Barca (Segrià) 41° 40′ 44″ N, 0° 42′ 18″ E / 41.6789°N,0.7051°E              | IZHC-18003322 | {{ca\|Aiguabarreig Segre Noguera Ribagorçana (Segrià)}} · {{WLE-AD-ES\|IZHC-18003322}} · {{Object location dec\|41.6789\|0.7051\|region:ES-CT_type:waterbody_dim:3500_source:cawiki}} · [[Categoria:Aiguabarreig Segre-Noguera Ribagorçana]] |
| Aiguamolls de Rufea                                                        |                                                                                    | Zona humida restaurada o de nova creació | 26,93           | Albatàrrec, Lleida (Segrià) 41° 34′ 41″ N, 0° 35′ 46″ E / 41.5781°N,0.5962°E                                    | IZHC-18003323 | {{ca\|Aiguamolls de Rufea (Segrià)}} · {{WLE-AD-ES\|IZHC-18003323}} · {{Object location dec\|41.5781\|0.5962\|region:ES-CT_type:waterbody_dim:700_source:cawiki}} · [[Categoria:Wetlands of Catalonia]]                                      |
| Salades de Conill                                                          | ENP, ZEC, ZEPA Plans de Sió                                                        | Salobrars                                | 2,60            | Ossó de Sió, Tàrrega (Urgell) 41° 42′ 51″ N, 1° 09′ 11″ E / 41.7142°N,1.1530°E                                  | IZHC-18003801 | {{ca\|Salades de Conill (Urgell)}} · {{WLE-AD-ES\|IZHC-18003801}} · {{Object location dec\|41.7142\|1.1530\|region:ES-CT_type:waterbody_dim:250_source:cawiki}} · [[Categoria:Salades de Conill]]                                            |
| Barranc de Figuerosa                                                       | ENP, ZEC, ZEPA Plans de Sió                                                        | Rius i zones inundables                  | 2,83            | Tàrrega (Urgell) 41° 40′ 36″ N, 1° 07′ 33″ E / 41.67680°N,1.12588°E                                             | IZHC-18003802 | {{ca\|Barranc de Figuerosa (Tàrrega)}} · {{WLE-AD-ES\|IZHC-18003802}} · {{Object location dec\|41.67680\|1.12588\|region:ES-CT_type:waterbody_dim:430_source:cawiki}} · [[Categoria:Barranc de la Figuerosa]]                                |
| Coladors de Boldú                                                          |                                                                                    | Salobrars                                | 61,83           | La Fuliola, Penelles (Noguera, Urgell) 41° 42′ 50″ N, 0° 58′ 43″ E / 41.7139°N,0.9787°E                         | IZHC-18003803 | {{ca\|Coladors de Boldú}} · {{WLE-AD-ES\|IZHC-18003803}} · {{Object location dec\|41.7139\|0.9787\|region:ES-CT_type:waterbody_dim:1350_source:cawiki}} · [[Categoria:Wetlands of Catalonia]]                                                |
| Llacuna de Claravall                                                       | ENP, ZEC, ZEPA Plans de Sió                                                        | Llacs i estanys (no càrstics)            | 7,40            | Tàrrega (Urgell) 41° 42′ 57″ N, 1° 07′ 37″ E / 41.7159°N,1.1270°E                                               | IZHC-18003804 | {{ca\|Llacuna de Claravall (Tàrrega)}} · {{WLE-AD-ES\|IZHC-18003804}} · {{Object location dec\|41.7159\|1.1270\|region:ES-CT_type:waterbody_dim:500_source:cawiki}} · [[Categoria:Wetlands of Catalonia]]                                    |

## L'Ebre
| Nom                                                                      | Protecció                                                                                                 | Tipologia                                 | Superfície (ha) | Localització | Codi           | Imatge |
| ------------------------------------------------------------------------ | --- | ----------------------------------------- | --------------- | --- | -------------- | --- |
| Aiguabarreig Ebre - riera de la Galera                                   | | Aiguabarreigs                             | 0,88            | Tortosa (Baix Ebre) 40° 45′ 14″ N, 0° 32′ 41″ E / 40.75377°N,0.54475°E                                            | IZHC-19000901  | {{ca\|Aiguabarreig Ebre - riera de la Galera (Tortosa)}} · {{WLE-AD-ES\|IZHC-19000901}} · {{Object location dec\|40.75377\|0.54475\|region:ES-CT_type:waterbody_dim:200_source:cawiki}} · [[Categoria:Wetlands of Catalonia]]                                  |
| Marjal de Campredó                                                       | | Aiguamolls i criptoaiguamolls             | 8,67            | Tortosa (Baix Ebre) 40° 46′ 09″ N, 0° 32′ 37″ E / 40.7693°N,0.5435°E                                              | IZHC-19000902  | {{ca\|Marjal de Campredó (Tortosa)}} · {{WLE-AD-ES\|IZHC-19000902}} · {{Object location dec\|40.7693\|0.5435\|region:ES-CT_type:waterbody_dim:700_source:cawiki}} · [[Categoria:Wetlands of Catalonia]]                                                        |
| Les Olles                                                                | RAMSAR, ENP, PNT, ZEC, ZEPA Delta de l'Ebre                                                               | Llacunes litorals i aiguamolls            | 114,94          | L'Ampolla (Baix Ebre) 40° 47′ 11″ N, 0° 42′ 01″ E / 40.7865°N,0.7003°E                                            | IZHC-19000903  | {{ca\|Les Olles (l'Ampolla)}} · {{WLE-AD-ES\|IZHC-19000903}} · {{Object location dec\|40.7865\|0.7003\|region:ES-CT_type:waterbody_dim:2500_source:cawiki}} · [[Categoria:Bassa de les Olles]]                                                                 |
| El Canal Vell                                                            | RAMSAR, ENP, PNT, ZEC, ZEPA Delta de l'Ebre RNFS Estació biològica de Canal Vell                          | Llacunes litorals i aiguamolls            | 256,92          | Deltebre (Baix Ebre) 40° 44′ 17″ N, 0° 47′ 17″ E / 40.738°N,0.788°E                                               | IZHC-19000904  | {{ca\|El Canal Vell (Deltebre)}} · {{WLE-AD-ES\|IZHC-19000904}} · {{Object location dec\|40.738\|0.788\|region:ES-CT_type:waterbody_dim:2500_source:cawiki}} · [[Categoria:Wetlands of Catalonia]]                                                             |
| El Garxal                                                                | RAMSAR, ENP, PNT, ZEC, ZEPA Delta de l'Ebre                                                               | Llacunes litorals i aiguamolls            | 277,04          | Deltebre (Baix Ebre) 40° 43′ 37″ N, 0° 50′ 54″ E / 40.7270°N,0.8482°E                                             | IZHC-19000905  | {{ca\|El Garxal (Deltebre)}} · {{WLE-AD-ES\|IZHC-19000905}} · {{Object location dec\|40.7270\|0.8482\|region:ES-CT_type:waterbody_dim:3200_source:cawiki}} · [[Categoria:El Garxal]]                                                                           |
| Illa de Sant Antoni                                                      | RAMSAR, ENP, PNT, ZEC, ZEPA Delta de l'Ebre RNFS                                                          | Illes fluvials litorals                   | 142,05          | Deltebre (Baix Ebre) 40° 43′ 35″ N, 0° 52′ 20″ E / 40.7265°N,0.8722°E                                             | IZHC-19000906  | {{ca\|Illa de Sant Antoni (Deltebre)}} · {{WLE-AD-ES\|IZHC-19000906}} · {{Object location dec\|40.7265\|0.8722\|region:ES-CT_type:isle_dim:1600_source:cawiki}} · [[Categoria:Wetlands of Catalonia]]                                                          |
| El Fangar i platja de la Marquesa                                        | RAMSAR, ENP, PNT, ZEC, ZEPA Delta de l'Ebre RNFS Punta del Fangar                                         | Zones dunars amb influència intermareal   | 1.597,17        | L'Ampolla, Deltebre (Baix Ebre) 40° 46′ 05″ N, 0° 45′ 50″ E / 40.768°N,0.764°E                                    | IZHC-19000907  | {{ca\|El Fangar i platja de la Marquesa (Baix Ebre)}} · {{WLE-AD-ES\|IZHC-19000907}} · {{Object location dec\|40.768\|0.764\|region:ES-CT_type:waterbody_dim:9500_source:cawiki}} · [[Categoria:Punta del Fangar]]                                             |
| Illa d'Audí                                                              | ENP, RNFS Illes de l'Ebre ZEC Riberes i illes de l'Ebre                                                   | Illes i galatxos fluvials interiors       | 50,68           | Tortosa (Baix Ebre) 40° 51′ 00″ N, 0° 31′ 17″ E / 40.8500°N,0.5215°E                                              | IZHC-19000908  | {{ca\|Illa d'Audí (Tortosa)}} · {{WLE-AD-ES\|IZHC-19000908}} · {{Object location dec\|40.8500\|0.5215\|region:ES-CT_type:isle_dim:1400_source:cawiki}} · [[Categoria:Wetlands of Catalonia]]                                                                   |
| Illa de la Xiquina                                                       | ENP Illes de l'Ebre ZEC Riberes i illes de l'Ebre                                                         | Illes i galatxos fluvials interiors       | 9,20            | Tortosa (Baix Ebre) 40° 49′ 39″ N, 0° 31′ 03″ E / 40.8274°N,0.5176°E                                              | IZHC-19000909  | {{ca\|Illa de la Xiquina (Tortosa)}} · {{WLE-AD-ES\|IZHC-19000909}} · {{Object location dec\|40.8274\|0.5176\|region:ES-CT_type:isle_dim:700_source:cawiki}} · [[Categoria:Wetlands of Catalonia]]                                                             |
| Illa de Vinallop                                                         | ENP, RNFS Illes de l'Ebre ZEC Riberes i illes de l'Ebre                                                   | Illes i galatxos fluvials interiors       | 20,25           | Tortosa (Baix Ebre) 40° 46′ 49″ N, 0° 30′ 54″ E / 40.7802°N,0.5149°E                                              | IZHC-19000910  | {{ca\|Illa de Vinallop (Tortosa)}} · {{WLE-AD-ES\|IZHC-19000910}} · {{Object location dec\|40.7802\|0.5149\|region:ES-CT_type:isle_dim:1000_source:cawiki}} · [[Categoria:Wetlands of Catalonia]]                                                              |
| Illa del barranc dels Estrets                                            | | Illes i galatxos fluvials interiors       | 2,26            | Tortosa (Baix Ebre) 40° 50′ 27″ N, 0° 31′ 23″ E / 40.84095°N,0.52317°E                                            | IZHC-19000911  | {{ca\|Illa del barranc dels Estrets (Tortosa)}} · {{WLE-AD-ES\|IZHC-19000911}} · {{Object location dec\|40.84095\|0.52317\|region:ES-CT_type:isle_dim:350_source:cawiki}} · [[Categoria:Wetlands of Catalonia]]                                                |
| Illa i galatxo de Benifallet                                             | ZEC, ZEPA Sistema prelitoral meridional                                                                   | Illes i galatxos fluvials interiors       | 4,81            | Benifallet (Baix Ebre) 40° 58′ 27″ N, 0° 30′ 45″ E / 40.97417°N,0.51257°E                                         | IZHC-19000912  | {{ca\|Illa i galatxo de Benifallet (Baix Ebre)}} · {{WLE-AD-ES\|IZHC-19000912}} · {{Object location dec\|40.97417\|0.51257\|region:ES-CT_type:isle_dim:600_source:cawiki}} · [[Categoria:Wetlands of Catalonia]]                                               |
| Illa de Miravet                                                          | ENP, RNFS Illes de l'Ebre ZEC, ZEPA Sistema prelitoral meridional                                         | Illes i galatxos fluvials interiors       | 21,01           | Benifallet (Ribera d'Ebre) 41° 01′ 59″ N, 0° 36′ 02″ E / 41.0331°N,0.6005°E                                       | IZHC-19000913  | {{ca\|Illa de Miravet (Ribera d'Ebre)}} · {{WLE-AD-ES\|IZHC-19000913}} · {{Object location dec\|41.0331\|0.6005\|region:ES-CT_type:isle_dim:1100_source:cawiki}} · [[Categoria:Wetlands of Catalonia]]                                                         |
| Salobrars del Nen Perdut o Erms del Nen Perdut                           | PNT, ZEC, ZEPA Delta de l'Ebre RNFS Punta del Fangar                                                      | Salobrars                                 | 73,71           | Deltebre (Baix Ebre) 40° 44′ 09″ N, 0° 49′ 25″ E / 40.7357°N,0.8236°E                                             | IZHC- 19000914 | {{ca\|Salobrars del Nen Perdut (Deltebre)}} · {{WLE-AD-ES\|IZHC- 19000914}} · {{Object location dec\|40.7357\|0.8236\|region:ES-CT_type:waterbody_dim:1700_source:cawiki}} · [[Categoria:Wetlands of Catalonia]]                                               |
| Ullals de Panxa                                                          | ZEC, ZEPA Delta de l'Ebre                                                                                 | Ullals                                    | 23,45           | Amposta (Montsià) 40° 39′ 56″ N, 0° 35′ 21″ E / 40.6655°N,0.5891°E                                                | IZHC-19002201  | {{ca\|Ullals de Panxa (Amposta)}} · {{WLE-AD-ES\|IZHC-19002201}} · {{Object location dec\|40.6655\|0.5891\|region:ES-CT_type:waterbody_dim:1100_source:cawiki}} · [[Categoria:Wetlands of Catalonia]]                                                          |
| La Tancada                                                               | RAMSAR, ENP, PNT, ZEC, ZEPA Delta de l'Ebre RNFS Llacuna de la Tancada                                    | Llacunes litorals i aiguamolls            | 258,64          | Amposta (Montsià) 40° 38′ 52″ N, 0° 44′ 20″ E / 40.6479°N,0.7388°E                                                | IZHC-19002202  | {{ca\|La Tancada (Amposta)}} · {{WLE-AD-ES\|IZHC-19002202}} · {{Object location dec\|40.6479\|0.7388\|region:ES-CT_type:waterbody_dim:3600_source:cawiki}} · [[Categoria:Wetlands of Catalonia]]                                                               |
| Bassa dels Ous                                                           | ZEC, ZEPA Delta de l'Ebre                                                                                 | Llacunes litorals i aiguamolls            | 3,35            | Amposta (Montsià) 40° 39′ 08″ N, 0° 45′ 32″ E / 40.6522°N,0.7588°E                                                | IZHC-19002203  | {{ca\|Bassa dels Ous (Amposta)}} · {{WLE-AD-ES\|IZHC-19002203}} · {{Object location dec\|40.6522\|0.7588\|region:ES-CT_type:waterbody_dim:360_source:cawiki}} · [[Categoria:Wetlands of Catalonia]]                                                            |
| Illa de Buda i riu Migjorn                                               | RAMSAR, ENP, PNT, ZEC, ZEPA Delta de l'Ebre                                                               | Illes fluvials litorals                   | 752,16          | Sant Jaume d'Enveja (Montsià) 40° 42′ 04″ N, 0° 51′ 11″ E / 40.701°N,0.853°E                                      | IZHC-19002204  | {{ca\|Illa de Buda i riu Migjorn (Sant Jaume d'Enveja)}} · {{WLE-AD-ES\|IZHC-19002204}} · {{Object location dec\|40.701\|0.853\|region:ES-CT_type:waterbody_dim:5000_source:cawiki}} · [[Categoria:Wetlands of Catalonia]]                                     |
| L'Alfacada                                                               | RAMSAR, ENP, PNT, ZEC, ZEPA Delta de l'Ebre                                                               | Llacunes litorals i aiguamolls            | 194,95          | Sant Jaume d'Enveja (Montsià) 40° 40′ 51″ N, 0° 50′ 19″ E / 40.6807°N,0.8387°E                                    | IZHC-19002205  | {{ca\|L'Alfacada (Sant Jaume d'Enveja)}} · {{WLE-AD-ES\|IZHC-19002205}} · {{Object location dec\|40.6807\|0.8387\|region:ES-CT_type:waterbody_dim:2600_source:cawiki}} · [[Categoria:Wetlands of Catalonia]]                                                   |
| L'Encanyissada                                                           | RAMSAR, ENP, PNT, ZEC, ZEPA Delta de l'Ebre                                                               | Llacunes litorals i aiguamolls            | 936,10          | Amposta, Sant Carles de la Ràpita (Montsià) 40° 39′ 07″ N, 0° 40′ 08″ E / 40.652°N,0.669°E                        | IZHC-19002206  | {{ca\|L'Encanyissada (Montsià)}} · {{WLE-AD-ES\|IZHC-19002206}} · {{Object location dec\|40.652\|0.669\|region:ES-CT_type:waterbody_dim:5700_source:cawiki}} · [[Categoria:L'Encanyissada]]                                                                    |
| La Platjola                                                              | RAMSAR, ENP, PNT, ZEC, ZEPA Delta de l'Ebre                                                               | Llacunes litorals i aiguamolls            | 63,25           | Amposta, Sant Jaume d'Enveja (Montsià) 40° 40′ 06″ N, 0° 47′ 27″ E / 40.6684°N,0.7909°E                           | IZHC-19002207  | {{ca\|La Platjola (Montsià)}} · {{WLE-AD-ES\|IZHC-19002207}} · {{Object location dec\|40.6684\|0.7909\|region:ES-CT_type:waterbody_dim:1800_source:cawiki}} · [[Categoria:Wetlands of Catalonia]]                                                              |
| Punta de la Banya                                                        | RAMSAR, ENP, PNT, ZEC, ZEPA Delta de l'Ebre RNP Punta de la Banya                                         | Llacunes litorals i aiguamolls            | 2.685,55        | Sant Carles de la Ràpita (Montsià) 40° 34′ 23″ N, 0° 39′ 14″ E / 40.573°N,0.654°E                                 | IZHC-19002208  | {{ca\|Punta de la Banya (Sant Carles de la Ràpita)}} · {{WLE-AD-ES\|IZHC-19002208}} · {{Object location dec\|40.573\|0.654\|region:ES-CT_type:waterbody_dim:9500_source:cawiki}} · [[Categoria:Punta de la Banya]]                                             |
| Antigues Salines de Sant Antoni                                          | RAMSAR, ENP, PNT, ZEC, ZEPA Delta de l'Ebre                                                               | Salines                                   | 62,63           | Amposta, Sant Carles de la Ràpita (Montsià) 40° 38′ 25″ N, 0° 44′ 46″ E / 40.6403°N,0.7460°E                      | IZHC-19002209  | {{ca\|Antigues Salines de Sant Antoni (Montsià)}} · {{WLE-AD-ES\|IZHC-19002209}} · {{Object location dec\|40.6403\|0.7460\|region:ES-CT_type:waterbody_dim:1200_source:cawiki}} · [[Categoria:Wetlands of Catalonia]]                                          |
| Platges de l'Alfacada, la Platjola, dels Eucaliptus i erms de la Tancada | RAMSAR, ENP, PNT, ZEC, ZEPA Delta de l'Ebre                                                               | Zones dunars amb influència intermareal   | 457,97          | Amposta, Sant Carles de la Ràpita, Sant Jaume d'Enveja (Montsià) 40° 39′ 21″ N, 0° 46′ 13″ E / 40.6557°N,0.7703°E | IZHC-19002210  | {{ca\|Platges de l'Alfacada, la Platjola, dels Eucaliptus i erms de la Tancada (Montsià)}} · {{WLE-AD-ES\|IZHC-19002210}} · {{Object location dec\|40.6557\|0.7703\|region:ES-CT_type:waterbody_dim:9000_source:cawiki}} · [[Categoria:Wetlands of Catalonia]] |
| Erms de Casablanca o Vilacoto                                            | RAMSAR, ENP, PNT, ZEC, ZEPA Delta de l'Ebre                                                               | Antics meandres                           | 194,17          | Sant Carles de la Ràpita (Montsià) 40° 38′ 21″ N, 0° 37′ 35″ E / 40.6391°N,0.6264°E                               | IZHC-19002211  | {{ca\|Erms de Casablanca (Sant Carles de la Ràpita)}} · {{WLE-AD-ES\|IZHC-19002211}} · {{Object location dec\|40.6391\|0.6264\|region:ES-CT_type:waterbody_dim:2700_source:cawiki}} · [[Categoria:Wetlands of Catalonia]]                                      |
| Badia dels Alfacs, sector nord                                           | RAMSAR, ENP, PNT, ZEC, ZEPA Delta de l'Ebre                                                               | Zones marines de menys de 6 m de fondària | 195,04          | Amposta, Sant Carles de la Ràpita (Montsià) 40° 37′ 48″ N, 0° 40′ 37″ E / 40.6300°N,0.6770°E                      | IZHC-19002212  | {{ca\|Sector nord de la badia dels Alfacs (Montsià)}} · {{WLE-AD-ES\|IZHC-19002212}} · {{Object location dec\|40.6300\|0.6770\|region:ES-CT_type:waterbody_dim:11000_source:cawiki}} · [[Categoria:Torre de Sant Joan]]                                        |
| Illa de Sapinya                                                          | RAMSAR, ENP, PNT, ZEC, ZEPA Delta de l'Ebre RNP Illa de Sapinya                                           | Illes i galatxos fluvials interiors       | 6,85            | Amposta (Montsià) 40° 42′ 58″ N, 0° 39′ 17″ E / 40.7161°N,0.6548°E                                                | IZHC-19002213  | {{ca\|Illa de Sapinya (Amposta)}} · {{WLE-AD-ES\|IZHC-19002213}} · {{Object location dec\|40.7161\|0.6548\|region:ES-CT_type:isle_dim:700_source:cawiki}} · [[Categoria:Illa de Sapinya]]                                                                      |
| Ullal o prat d'en Rubera                                                 | ENP, PNT els Ports ZEC, ZEPA Sistema prelitoral meridional                                                | Ullals                                    | 1,38            | La Sénia (Montsià) 40° 44′ 50″ N, 0° 12′ 38″ E / 40.74719°N,0.21051°E                                             | IZHC-19002214  | {{ca\|Ullal d'en Rubera (la Sénia)}} · {{WLE-AD-ES\|IZHC-19002214}} · {{Object location dec\|40.74719\|0.21051\|region:ES-CT_type:waterbody_dim:400_source:cawiki}} · [[Categoria:Wetlands of Catalonia]]                                                      |
| Ullals de la Carrova                                                     | ZEC Riberes i Illes de l'Ebre                                                                             | Ullals                                    | 5,95            | Amposta (Montsià) 40° 44′ 40″ N, 0° 33′ 20″ E / 40.74449°N,0.55559°E                                              | IZHC-19002215  | {{ca\|Ullals de la Carrova (Amposta)}} · {{WLE-AD-ES\|IZHC-19002215}} · {{Object location dec\|40.74449\|0.55559\|region:ES-CT_type:waterbody_dim:700_source:cawiki}} · [[Categoria:Wetlands of Catalonia]]                                                    |
| Ullals de l'Arispe i Baltasar                                            | RAMSAR, ENP, PNT, ZEC, ZEPA Delta de l'Ebre                                                               | Ullals                                    | 28,32           | Amposta (Montsià) 40° 40′ 27″ N, 0° 35′ 40″ E / 40.6741°N,0.5944°E                                                | IZHC-19002216  | {{ca\|Ullals de l'Arispe i Baltasar (Amposta)}} · {{WLE-AD-ES\|IZHC-19002216}} · {{Object location dec\|40.6741\|0.5944\|region:ES-CT_type:waterbody_dim:1700_source:cawiki}} · [[Categoria:Wetlands of Catalonia]]                                            |
| Riet Vell                                                                | ZEC, ZEPA Delta de l'Ebre                                                                                 | Zona humida restaurada o de nova creació  | 10,50           | Amposta, Sant Jaume d'Enveja (Montsià) 40° 39′ 47″ N, 0° 46′ 33″ E / 40.6631°N,0.7759°E                           | IZHC-19002217  | {{ca\|Riet Vell (Montsià)}} · {{WLE-AD-ES\|IZHC-19002217}} · {{Object location dec\|40.6631\|0.7759\|region:ES-CT_type:waterbody_dim:550_source:cawiki}} · [[Categoria:Riet Vell]]                                                                             |
| Badia dels Alfacs, sector sud                                            | ZEC, ZEPA Delta de l'Ebre                                                                                 | Zones marines de menys de 6 m de fondària | 1.965,07        | Sant Carles de la Ràpita (Montsià) 40° 36′ 25″ N, 0° 40′ 48″ E / 40.607°N,0.680°E                                 | IZHC-19002218  | {{ca\|Sector sud de la badia dels Alfacs (Sant Carles de la Ràpita)}} · {{WLE-AD-ES\|IZHC-19002218}} · {{Object location dec\|40.607\|0.680\|region:ES-CT_type:waterbody_dim:11000_source:cawiki}} · [[Categoria:Wetlands of Catalonia]]                       |
| Barra del Trabucador                                                     | ENP, ZEC, ZEPA Delta de l'Ebre                                                                            | Zones dunars amb influència intermareal   | 96,65           | Sant Carles de la Ràpita (Montsià) 40° 36′ 51″ N, 0° 43′ 50″ E / 40.6142°N,0.7305°E                               | IZHC-19002219  | {{ca\|Barra del Trabucador (Sant Carles de la Ràpita)}} · {{WLE-AD-ES\|IZHC-19002219}} · {{Object location dec\|40.6142\|0.7305\|region:ES-CT_type:waterbody_dim:5400_source:cawiki}} · [[Categoria:Barra del Trabucador]]                                     |
| Font Cendrosa                                                            | ENP, PNT els Ports ZEC, ZEPA Sistema prelitoral meridional                                                | Aiguamolls i criptoaiguamolls             | 0,17            | Roquetes (Baix Ebre) 40° 45′ 06″ N, 0° 18′ 42″ E / 40.75174°N,0.31173°E                                           | IZHC-19002220  | {{ca\|Font Cendrosa (Roquetes)}} · {{WLE-AD-ES\|IZHC-19002220}} · {{Object location dec\|40.75174\|0.31173\|region:ES-CT_type:waterbody_dim:50_source:cawiki}} · [[Categoria:Wetlands of Catalonia]]                                                           |
| Assut de la Venta de Pubill                                              | ENP, ZEC, ZEPA Riu Siurana i planes del Priorat                                                           | Assuts, rescloses i d'altres              | 12,30           | Cornudella de Montsant (Priorat) 41° 14′ 05″ N, 0° 53′ 27″ E / 41.2348°N,0.8909°E                                 | IZHC-19002901  | {{ca\|Assut de la Venta de Pubill (Cornudella de Montsant)}} · {{WLE-AD-ES\|IZHC-19002901}} · {{Object location dec\|41.2348\|0.8909\|region:ES-CT_type:waterbody_dim:1150_source:cawiki}} · [[Categoria:Wetlands of Catalonia]]                               |
| Herbassars del barranc dels Enllosats                                    | ENP, ZEC, ZEPA Muntanyes de Prades                                                                        | Aiguamolls i criptoaiguamolls             | 0,54            | Cornudella de Montsant (Priorat) 41° 18′ 40″ N, 0° 56′ 09″ E / 41.31106°N,0.93574°E                               | IZHC-19002902  | {{ca\|Herbassars del barranc dels Enllosats (Cornudella de Montsant)}} · {{WLE-AD-ES\|IZHC-19002902}} · {{Object location dec\|41.31106\|0.93574\|region:ES-CT_type:waterbody_dim:200_source:cawiki}} · [[Categoria:Wetlands of Catalonia]]                    |
| Illa d'Ascó                                                              | | Illes i galatxos fluvials interiors       | 2,35            | Ascó (Ribera d'Ebre) 41° 10′ 39″ N, 0° 34′ 16″ E / 41.1774°N,0.5711°E                                             | IZHC-19003001  | {{ca\|Illa d'Ascó (Ribera d'Ebre)}} · {{WLE-AD-ES\|IZHC-19003001}} · {{Object location dec\|41.1774\|0.5711\|region:ES-CT_type:isle_dim:300_source:cawiki}} · [[Categoria:Wetlands of Catalonia]]                                                              |
| Aiguabarreig Siurana-Ebre                                                | ENP Pas de l'Ase ZEC, ZEPA Serra de Montsant-Pas de l'Ase ENP, ZEC, ZEPA Riu Siurana i planes del Priorat | Aiguabarreigs                             | 9,75            | Garcia (Ribera d'Ebre) 41° 07′ 53″ N, 0° 38′ 57″ E / 41.1315°N,0.6492°E                                           | IZHC-19003002  | {{ca\|Aiguabarreig Siurana-Ebre (Garcia)}} · {{WLE-AD-ES\|IZHC-19003002}} · {{Object location dec\|41.1315\|0.6492\|region:ES-CT_type:waterbody_dim:700_source:cawiki}} · [[Categoria:Wetlands of Catalonia]]                                                  |
| Illa i galatxo de Subarrec o Sovarrec                                    | ENP, RNFS Illes de l'Ebre ZEC Riberes i Illes de l'Ebre                                                   | Illes i galatxos fluvials interiors       | 25,17           | Móra d'Ebre (Ribera d'Ebre) 41° 06′ 32″ N, 0° 38′ 10″ E / 41.1090°N,0.6360°E                                      | IZHC-19003003  | {{ca\|Illa i galatxo de Sovarrec (Móra d'Ebre)}} · {{WLE-AD-ES\|IZHC-19003003}} · {{Object location dec\|41.1090\|0.6360\|region:ES-CT_type:isle_dim:1400_source:cawiki}} · [[Categoria:Wetlands of Catalonia]]                                                |
| Illa del Galatxo                                                         | ENP, RNFS Illes de l'Ebre ZEC Riberes i Illes de l'Ebre                                                   | Illes i galatxos fluvials interiors       | 26,82           | Móra d'Ebre (Ribera d'Ebre) 41° 05′ 00″ N, 0° 39′ 19″ E / 41.0833°N,0.6552°E                                      | IZHC-19003004  | {{ca\|Illa del Galatxo (Móra d'Ebre)}} · {{WLE-AD-ES\|IZHC-19003004}} · {{Object location dec\|41.0833\|0.6552\|region:ES-CT_type:isle_dim:1000_source:cawiki}} · [[Categoria:Wetlands of Catalonia]]                                                          |
| Galatxo de l'Aubadera o l'Albareda                                       | | Illes i galatxos fluvials interiors       | 6,58            | Móra d'Ebre (Ribera d'Ebre) 41° 05′ 56″ N, 0° 38′ 25″ E / 41.09891°N,0.64037°E                                    | IZHC-19003005  | {{ca\|Galatxo de l'Aubadera (Móra d'Ebre)}} · {{WLE-AD-ES\|IZHC-19003005}} · {{Object location dec\|41.09891\|0.64037\|region:ES-CT_type:waterbody_dim:800_source:cawiki}} · [[Categoria:Wetlands of Catalonia]]                                               |
| Illa del Vado del Vapor i platja del Molló                               | ZEC Riberes i Illes de l'Ebre                                                                             | Illes i galatxos fluvials interiors       | 27,66           | Móra d'Ebre, Móra la Nova, Tivissa (Ribera d'Ebre) 41° 04′ 03″ N, 0° 39′ 30″ E / 41.0674°N,0.6584°E               | IZHC-19003006  | {{ca\|Illa del Vado del Vapor i platja del Molló (Ribera d'Ebre)}} · {{WLE-AD-ES\|IZHC-19003006}} · {{Object location dec\|41.0674\|0.6584\|region:ES-CT_type:waterbody_dim:1100_source:cawiki}} · [[Categoria:Wetlands of Catalonia]]                         |
| Illa de Benissanet                                                       | | Illes i galatxos fluvials interiors       | 13,19           | Benissanet (Ribera d'Ebre) 41° 03′ 09″ N, 0° 37′ 48″ E / 41.0525°N,0.6299°E                                       | IZHC-19003007  | {{ca\|Illa de Benissanet (Ribera d'Ebre)}} · {{WLE-AD-ES\|IZHC-19003007}} · {{Object location dec\|41.0525\|0.6299\|region:ES-CT_type:waterbody_dim:1200_source:cawiki}} · [[Categoria:Wetlands of Catalonia]]                                                 |
| Sebes i meandre de Riba-roja                                             | ENP, RNFS Ribera de l'Ebre a Flix ZEC Riberes i Illes de l'Ebre                                           | Rius i zones inundables                   | 118,24          | Flix, Riba-roja d'Ebre (Ribera d'Ebre) 41° 14′ 49″ N, 0° 30′ 13″ E / 41.2469°N,0.5035°E                           | IZHC-19003008  | {{ca\|Sebes i meandre de Riba-roja (Ribera d'Ebre)}} · {{WLE-AD-ES\|IZHC-19003008}} · {{Object location dec\|41.2469\|0.5035\|region:ES-CT_type:waterbody_dim:5000_source:cawiki}} · [[Categoria:Wetlands of Catalonia]]                                       |
| Meandre de Flix                                                          | ENP, RNFS Ribera de l'Ebre a Flix ZEC Riberes i Illes de l'Ebre                                           | Meandres                                  | 18,26           | Flix (Ribera d'Ebre) 41° 14′ 30″ N, 0° 33′ 21″ E / 41.2417°N,0.5558°E                                             | IZHC-19003009  | {{ca\|Meandre de Flix (Ribera d'Ebre)}} · {{WLE-AD-ES\|IZHC-19003009}} · {{Object location dec\|41.2417\|0.5558\|region:ES-CT_type:waterbody_dim:850_source:cawiki}} · [[Categoria:Wetlands of Catalonia]]                                                     |
| Bassa de la Refoia o Bassa del Coll Roig                                 | ENP, PNT els Ports ZEC, ZEPA Sistema prelitoral meridional                                                | Aiguamolls i criptoaiguamolls             | 0,34            | Prat de Comte (Terra Alta) 40° 56′ 43″ N, 0° 22′ 52″ E / 40.94535°N,0.38113°E                                     | IZHC-19003701  | {{ca\|Bassa de la Refoia (Prat de Comte)}} · {{WLE-AD-ES\|IZHC-19003701}} · {{Object location dec\|40.94535\|0.38113\|region:ES-CT_type:waterbody_dim:100_source:cawiki}} · [[Categoria:Wetlands of Catalonia]]                                                |
| Toll de l'Alemany                                                        | ENP, PNT els Ports ZEC, ZEPA Sistema prelitoral meridional                                                | Assuts, rescloses i d'altres              | 0,09            | Horta de Sant Joan (Terra Alta) 40° 54′ 41″ N, 0° 19′ 06″ E / 40.91135°N,0.31836°E                                | IZHC-19003702  | {{ca\|Toll de l'Alemany (Horta de Sant Joan)}} · {{WLE-AD-ES\|IZHC-19003702}} · {{Object location dec\|40.91135\|0.31836\|region:ES-CT_type:waterbody_dim:80_source:cawiki}} · [[Categoria:Wetlands of Catalonia]]                                             |
| Assut del Mas de Franxo                                                  | ENP, PNT els Ports ZEC, ZEPA Sistema prelitoral meridional                                                | Assuts, rescloses i d'altres              | 0,30            | Horta de Sant Joan (Terra Alta) 40° 52′ 36″ N, 0° 18′ 19″ E / 40.87671°N,0.30535°E                                | IZHC-19003703  | {{ca\|Assut del Mas de Franxo (Horta de Sant Joan)}} · {{WLE-AD-ES\|IZHC-19003703}} · {{Object location dec\|40.87671\|0.30535\|region:ES-CT_type:waterbody_dim:130_source:cawiki}} · [[Categoria:Wetlands of Catalonia]]                                      |

## La Sénia
| Nom                         | Protecció | Tipologia                               | Superfície (ha) | Localització                                                           | Codi          | Imatge |
| --------------------------- | --------- | --------------------------------------- | --------------- | ---------------------------------------------------------------------- | ------------- | --- |
| Bassa de la Llacuna         |           | Llacs i estanys (no càrstics)           | 0,68            | Ulldecona (Montsià) 40° 36′ 41″ N, 0° 27′ 51″ E / 40.61147°N,0.46412°E | IZHC-20002201 | {{ca\|Bassa de la Llacuna (Ulldecona)}} · {{WLE-AD-ES\|IZHC-20002201}} · {{Object location dec\|40.61147\|0.46412\|region:ES-CT_type:waterbody_dim:150_source:cawiki}} · [[Categoria:Wetlands of Catalonia]]    |
| Bassa de les Ventalles      |           | Llacs i estanys (no càrstics)           | 0,33            | Ulldecona (Montsià) 40° 38′ 38″ N, 0° 30′ 00″ E / 40.64380°N,0.49992°E | IZHC-20002202 | {{ca\|Bassa de les Ventalles (Ulldecona)}} · {{WLE-AD-ES\|IZHC-20002202}} · {{Object location dec\|40.64380\|0.49992\|region:ES-CT_type:waterbody_dim:100_source:cawiki}} · [[Categoria:Wetlands of Catalonia]] |
| Bassa de l'Ermita           |           | Llacs i estanys (no càrstics)           | 1,91            | Ulldecona (Montsià) 40° 37′ 13″ N, 0° 28′ 06″ E / 40.6204°N,0.4683°E   | IZHC-20002203 | {{ca\|Bassa de l'Ermita (Ulldecona)}} · {{WLE-AD-ES\|IZHC-20002203}} · {{Object location dec\|40.6204\|0.4683\|region:ES-CT_type:waterbody_dim:200_source:cawiki}} · [[Categoria:Wetlands of Catalonia]]        |
| Bassa del Montsià           |           | Llacs i estanys (no càrstics)           | 0,36            | Ulldecona (Montsià) 40° 35′ 52″ N, 0° 27′ 24″ E / 40.59777°N,0.45656°E | IZHC-20002204 | {{ca\|Bassa del Montsià (Ulldecona)}} · {{WLE-AD-ES\|IZHC-20002204}} · {{Object location dec\|40.59777\|0.45656\|region:ES-CT_type:waterbody_dim:100_source:cawiki}} · [[Categoria:Wetlands of Catalonia]]      |
| Desembocadura del riu Sénia |           | Desembocadures actuals de rius i rieres | 3,51            | Alcanar (Montsià) 40° 31′ 29″ N, 0° 30′ 31″ E / 40.52469°N,0.50865°E   | IZHC-20002205 | {{ca\|Desembocadura del riu Sénia (Alcanar)}} · {{WLE-AD-ES\|IZHC-20002205}} · {{Object location dec\|40.52469\|0.50865\|region:ES-CT_type:waterbody_dim:750_source:cawiki}} · [[Categoria:Mouth of Sénia]]     |

## Llegenda
Figures de protecció indicades en la llista:
- ENP: espai natural protegit
- PNC: parc nacional
- PNT: parc natural
- PNIN: paratge natural d'interès nacional
- RNI: reserva natural integral
- RNP: reserva natural parcial
- RNFS: reserva natural de fauna salvatge
- ZPP: zona perifèrica de protecció
- RAMSAR: zona humida d'importància internacional inscrita en la llista del Conveni de Ramsar
- ZEC: zona d'especial conservació, de la xarxa Natura 2000
- ZEPA: Zona d'especial protecció per a les aus, de la xarxa Natura 2000